# Acanthochlamys bracteata
Acanthochlamys bracteata P.C.Kao – gatunek wieloletnich, skrytopączkowych roślin zielnych z monotypowego rodzaju Acanthochlamys z rodziny Velloziaceae, występujący w Chinach, od wschodniego Tybetu do zachodniego Syczuanu. Rośliny z tego gatunku zasiedlają zarośla i trawiaste zbocza na wysokości od 2700 do 3500 m n.p.m., kwitną w czerwcu, owocują w sierpniu.
Holotypem gatunku jest okaz zielnikowy, zebrany w prefekturze Ngawa przez Pao-Chun Kao w 1980 roku. Typ nomenklatoryczny przechowywany jest w herbarium Chongqing Municipal Academy of Chinese Materia Medica. 

## Morfologia
PokrójKępiaste rośliny zielne o wysokości 1,5–5 cm.
ŁodygaPodziemne, twarde kłącze o średnicy 1–2 mm.
LiścieLiście odziomkowe, cylindryczne, zwężające się, rowkowane, wpół-wzniesione, o długości 2,5–7 cm, tworzące pochwy liściowe.
KwiatyPęd kwiatostanowy wzniesiony, prosty, trochę krótszy od liści, o długości 2–5,5 cm. Kwiaty obupłciowe, promieniste, pojedyncze lub zebrane po 2–5 w skrócony wachlarzyk, wsparty 2 podsadkami o długości 8–10 mm. Szypułki bardzo krótkie. Okwiat pojedynczy, podobny do korony. Listki okwiatu czerwone do purpurowych, jajowate, u nasady zrośnięte i tworzące rurkę, położone w 2 okółkach, zewnętrzne o długości 1,5–3 mm, wewnętrzne mniejsze. Pręciki położone w 2 okółkach, zewnętrzne trochę większe od wewnętrznych, osadzone bliżej środka rurki okwiatu, wewnętrzne osadzone u nasady listków. Główki pręcików podługowate, dwupylnikowe. Zalążnia podługowata, o długości 1,3–2 mm i średnicy 1 mm, wielozalążkowa. Szyjka słupka kolumnowata, o długości 2–3 mm. Znamię słupka dwu- lub trójklapowe.
OwoceGąbczasta torebka, skośno-lancetowata, lekko trójkątna w przekroju, dzióbkowata, o wymiarach 7×3 mm. Nasiona liczne, eliptyczne.